# Chionea (Chionea) nivicola
Chionea (Chionea) nivicola is een tweevleugelige uit de familie steltmuggen (Limoniidae). De soort komt voor in het Nearctisch gebied.